# 266
Évszázadok: 2. század – 3. század – 4. század
Évtizedek: 210-es évek – 220-as évek – 230-as évek – 240-es évek – 250-es évek – 260-as évek – 270-es évek – 280-as évek – 290-es évek – 300-as évek – 310-es évek
Évek: 261 – 262 – 263 – 264 –  265 – 266 – 267 – 268 – 269 – 270 – 271

## Események

### Római Birodalom
- Gallienus császárt és Sabinillust választják consulnak.
- Odaenathus palmürai király újabb hadjáratot indít a Szászánida Birodalom ellen és eljut a fővárosig, Ktésziphónig. Az ostromot azonban feladja és Kis-Ázsiába indul, hogy elűzze a partvidéket dúló "szkítákat" (valószínűleg gótokat és herulokat).

### Kína
- Február 8.: Sze-ma Jen, Vej állam régense lemondatja Cao Huan bábcsászárt, megalapítja a Csin-dinasztiát és Vu néven elfoglalja a császári trónt.
- Vu császár békét ajánl Szun Haó-nak, Vu állam császárának, amit az visszautasít. Vuban lázadás tör ki a magas adók miatt és a felkelők elrabolják a császár fivérét, Szun Csiant hogy akarata ellenére trónkövetelővé tegyék. A lázadást leverik, Szun Csiant és családját pedig kivégzik.

## Születések
- Galeria Valeria, Diocletianus császár lánya, Galerius felesége

## Fordítás
- Ez a szócikk részben vagy egészben  a(z)   266 című angol Wikipédia-szócikk ezen változatának fordításán alapul.  Az eredeti cikk szerkesztőit annak laptörténete sorolja fel. Ez a jelzés csupán a megfogalmazás eredetét és a szerzői jogokat jelzi, nem szolgál a cikkben szereplő információk forrásmegjelöléseként.